# Bergbahn AG Kitzbühel
| Skigebiet Kitzbühel-Kirchberg (Stand: 27. Dezember 2015) |                      |
| Anzahl der Pisten                                        | 92                   |
| Gesamtlänge                                              | 234 km               |
| leicht                                                   | 106 km (29 Pisten)   |
| mittel                                                   | 60 km (27 Pisten)    |
| schwer                                                   | 19 km (12 Pisten)    |
| Skirouten                                                | 41 km (13 Routen)    |
| Funparks                                                 | 2                    |
| Schneekanonen                                            | 1116                 |
| Beschneite Abfahrten                                     | 139 km               |
| Liftanlagen                                              | 57                   |
| Seilbahnen                                               | 11                   |
| Sessellifte                                              | 28                   |
| Schlepplifte                                             | 7                    |
| Förderbänder                                             | 8                    |
| Saison (Winter)                                          | Oktober – Anfang Mai |
| Saison (Sommer)                                          | Mitte Mai–Oktober    |

Die Bergbahn Aktiengesellschaft Kitzbühel (oder Bergbahn AG Kitzbühel), gegründet im Zuge der Errichtung der Hahnenkammbahn im Jahr 1928, ist eine österreichische Kapitalgesellschaft, die vorwiegend in den Aufbau und Betrieb von Aufstiegshilfen in Tiroler Skigebieten investiert. Ihre Seilbahnen stehen auf einem Gebiet, das sich von den Kitzbühler Alpen über Kirchberg in Tirol, Kitzbühel und das Kitzbühler Horn bis nach St. Johann in Tirol und zum Pass Thurn erstreckt, Sitz der AG ist Kitzbühel.

## Geschichte
1924 wurde eine Kommission mit der Erstellung eines Seilbahnprojekts auf den Hahnenkamm gebildet, Proponenten waren Komm.-Rat Josef Herold, Ing. Dr. Erich Posch und Ing. Leo Handl. Die Bauarbeiten sollten nach der behördlichen Genehmigung am 25. Juni 1924 beginnen und von der Firma Adolf Bleichert & Co. ausgeführt werden, die dann aber nicht betraut wurde. Den Auftrag erhielt die „Alpenländische Seilbahnbaugesellschaft - Innsbruck“, die Bauleitung lag in Händen der „Ingenieurfirma Posch & Handl“. Die Eröffnung des Betriebes der Hahnenkammbahn erfolgte dann „in aller Stille“ am 5. oder 6. März 1928, da es bei einer Probefahrt zu einem Zwischenfall gekommen war, bei dem das Tragseil so stark beschädigt wurde, dass es ausgetauscht werden musste.
Wegen der Baufehler war die für die Schisaison Winter 1927/28 geplante Eröffnung ausgeschlossen gewesen, und die weiteren Kosten drohten ins Unermessliche zu steigen, die Gründung einer AG pressierte. Für eine solche musste der Stadtrat Kitzbühel umgestimmt werden, nämlich entgegen dem alten Gemeinderatsbeschlusse nun für eine A.-G.-Gründung zu stimmen. „Dies ist gegen das Angebot gelungen, daß die Konzessionäre der Stadtgemeinde Kitzbühel alle Ersatzansprüche gegen sich und die Bauleitung wegen Kostenüberschreitung und Bauverzögerung abtreten, welche Ansprüche leider erst im Prozeßwege nunmehr von der Stadt anstatt gegen die Bauleitung von den Konzessionären geltend gemacht werden könnten. Mit den Stimmen der Stadtvertretung gemäß dem erwähnten Stadtratsbeschlusse erfolgte die A.G.-Gründung und damit die Uebernahme von Schulden unbekannter Höhe durch die neue Gesellschaft, da die weiteren Baukosten nicht annähernd feststehen. Der kurze Gründerbericht ließ alle wichtigen Fragen unerörtert […]“. Die konstituierende Generalversammlung der Kitzbühler Bergbahn-Aktiengesellschaft fand am 2. Jänner 1928 im Gasthaus Goldener Greif (Harisch in Kitzbühel) statt.
Danach kam es zu Zwistigkeiten, und die Gründung einer eigentlichen Bergbahn AG wurde für die Sitzung Ende August 1928 ins Auge gefasst. Wegen der zwischenzeitlich erfolgten Errichtung einer Gastwirtschaft in der Nähe der Bergstation durch Maria Werner, Gattin des Investors Max Werner, war es zudem zu einem Ehrenbeleidigungsprozess gekommen.
Bereits kurz nach dem Zweiten Weltkrieg wurde 1948 der weltweit erste Skizirkus, ein zusammenhängender Kreisverkehr auf Ski, eröffnet.
Mit einer Versorgungsbahn auf das Kitzbühler Horn 1951, der Ausweitung des Skibetriebs nach Kirchberg, Jochberg und Pass Thurn 1959 erreichte das Skigebiet annähernd seine heutigen Ausmaße.
1969 fusionierten die Bergbahn AG Kitzbühel mit der Berg- und Skilift GmbH und der Kirchberger Bergbahnen AG.

## Aktiengesellschaft
Hauptaktionär ist die Gemeinde Kitzbühel mit einem Aktienanteil in Höhe von 49,93 %. Weitere Anteilseigner sind Kirchberg (1,2 %) und Jochberg. Die restlichen Anteile befinden sich im Streubesitz.
Durchschnittlich werden bei den Kitzbüheler Bergbahnen 267 Arbeitnehmer beschäftigt. Darüber hinaus finden in der Hochsaison bis zu 500 Menschen Arbeit. Das Grundkapital in Höhe von 3.634.000 € ist voll einbezahlt und besteht aus 100.000 Aktien.
Im Geschäftsjahr 2008/2009 hat die Bergbahn AG einen Umsatz von 37,135 Mio. € generiert. Während der 142 Betriebstage im Winter wurden insgesamt 16.636.372 Personen befördert (1.481.574 Erstzutritte). Im Sommerbetrieb wurden an 159 Betriebstagen 503.114 Personen befördert.
Die Bergbahn AG Kitzbühel ist mit 6,25 % an der Kitzbüheler Anzeiger GmbH beteiligt. Unbedeutende Beteiligungen werden an der ARGE Partner im Schnee GesnbR und Kitzbüheler Alpen Marketing GesnbR gehalten.

## Aquarena
Das erste Moorbad wurde 1909 an der Stelle des heutigen Kurhauses erbaut. Seit 1975 gehört die Kur- und Moorbad AG Kitzbühel zur Bergbahn AG Kitzbühel. Sie betreibt das Badezentrum unter dem Namen Aquarena.

## Skigebiet

### FIS Skirennen
Das erste Skirennen wurde bereits zwei Jahre nach der Erstabfahrt am Kitzbüheler Horn durch Franz Reisch 1895 ausgetragen. 1905 fanden die ersten Tiroler Skimeisterschaften in Kitzbühel statt.

#### Internationales Hahnenkammrennen
Seit 1931 wird auf der Streif das legendäre internationale Hahnenkammrennen ausgetragen.

#### Anerkannte FIS Rennstrecken
| Strecke                | Disziplin    | Geschlecht | Start       | Ziel      | Freigabe bis | Verantwortlicher |
| ---------------------- | ------------ | ---------- | ----------- | --------- | ------------ | ---------------- |
| Gaisberg               | Super G      | Alle       | 1265 m      | 0835 m    | 01.11.2020   | Klaus Exenberger |
| Gaisberg – Rennstrecke | Riesenslalom | Alle       | 1245 m      | 0870 m    | 01.11.2020   | Klaus Exenberger |
| Gaisberg – Rennstrecke | Slalom       | Alle       | 1040 m      | 0900 m    | 01.11.2020   | Klaus Exenberger |
| Ganslern               | Slalom       | Alle       | 0991 m      | 794–811 m | 31.10.2017   | Klaus Exenberger |
| Seidlalm               | Riesenslalom | Herren     | 1245 m      | 0802 m    | 31.10.2017   | Klaus Exenberger |
| Seidlalm               | Riesenslalom | Alle       | 1245 m      | 0811 m    | 31.10.2017   | Klaus Exenberger |
| Streif                 | Abfahrt      | Herren     | 1665 m      | 0805 m    | 31.10.2017   | Klaus Exenberger |
| Streif                 | Abfahrt      | Herren     | 1615 m      | 0805 m    | 31.10.2017   | Klaus Exenberger |
| Streif                 | Abfahrt      | Alle       | 1550 m      | 0805 m    | 31.10.2017   | Klaus Exenberger |
| Streif                 | Abfahrt      | Alle       | 1331 m      | 0805 m    | 31.10.2017   | Klaus Exenberger |
| Streifalm              | Super G      | Alle       | 1331–1388 m | 0805 m    | 31.10.2017   | Klaus Exenberger |
| Streifalm              | Super G      | Alle       | 1331 m      | 0811 m    | 31.10.2017   | Klaus Exenberger |

Stand: 27. Dezember 2015

### Überregionale Allianzen
Überregionale Allianzen bestehen über die Tirol Snowcard (82 Skigebiete in Tirol) sowie der Super Ski Card (22 Skiregionen in Tirol, Salzburg, Oberösterreich, Kärnten, Steiermark und Bayern).

### Spezialgebiete

#### Kitzbüheler Horn
- eigene Gebietstickets[21]
- Natur- und Familienparadies
- Naturschneepisten
- Familienfreundliche Abfahrten
- Gelände für Anfänger
- Horn Mini New School Park
- Naturschnee-Langlaufloipe am Berg

#### Sportberg Gaisberg
- eigene Gebietstickets[22]
- kuppelbare 4er-Sesselbahn
- beschneite Tag- und Nachtrodelbahn (Länge: 3.500 m, Höhendifferenz: 435 m)
- Nachtskilauf
- offizielle FIS-Rennstrecke (Länge: 1.350 m)
- Eiskletterpark

#### Astenabfahrt
Die Astenabfahrt wird erst ab 23 Uhr präpariert. Bis dahin dürfen Skifahrer und Tourengeher die Naturschneepiste nachts nutzen.

#### Touren- und Variantengebiet Bichlalm AUF SKIROUTEN
Von 1948 bis 2005 war das Gebiet unterhalb des Stuck- und Hochetzkogels durch die Bergbahnen erschlossen. Mit dem Abbau des Bichlalm Sessellifts wurde das Gebiet als Touren- und Variantengebiet AUF SKIROUTEN ausgewiesen. Da eine Pistenpräparierung unter tags stattfindet können Tourengeher auch nachts aufsteigen und abfahren. Statt mit Fellen aufzusteigen, können sich Variantenfahrer mit einem Pistengerät den Berg hinauf transportieren lassen. Aus Sicherheitsgründen ist der Individualsport bei Transport mit der Pistenraupe untersagt. Ski- und Bergführer müssen die Gruppe dann anführen.
Der Erhalt des Bichlalmlifts bzw. der Neubau ist für die Kitzbüheler Bevölkerung von hohen Stellenwert. In einem außergerichtlichen Vergleich haben sich die Bergbahnen 2007 gegenüber den Erben des Berggasthauses Bichlalm verpflichtet einen neuen Lift zu errichten und 35 Jahre lang zu betreiben. Die Bergbahn möchte eine Achter-Einseilumlaufbahn mit geringer Förderkapazität bauen. Eine Eröffnung wurde für die Saison 2012/13 angestrebt. Gebaut wurde eine Zweier-Einseilumlaufbahn.

#### Resterhöhe/Jochberg
Von Jochberg, über Rettenstein (Kleiner, 2216 m ü. A.), Trattenbachalm, die Resterhöhe (1894 m ü. A.) bis an den Pass Thurn zieht sich, mit 44 Pistenkilometern, der flächengrößte Anteil des Schigebiets, aber mit deutlich geringerer Liftdichte. Dort besteht mit einer Seilbahn Anbindung bei Hollersbach im Pinzgau, Salzburgerland.

### Beschneiung
Die erste beschneite Piste war die Rennstrecke Streif 1993. In den Folgejahren wurde die Beschneiung kontinuierlich ausgebaut. Seit 2007 ist die sogenannte „Skisafari“ komplett künstlich beschneibar.
Für Erzeugung des dafür nötigen sogenannten technischen Schnees wurden 10 Speicherseen (Seidlalm I & II, Ehrenbachhöhe, Pengelstein, Usterkar, Wagstätt (60.000 m3), Gaisberg und Resterkogel) mit einem Fassungsvermögen von insgesamt 725.000 m3 angelegt. Zurzeit setzt die Bergbahn AG Kitzbühel 1116 Schneeerzeuger ein, um 139 km Abfahrten technisch beschneien zu können.
Verwendete Schneeerzeuger sind:
- TechnoAlpin

- Sufag (MND Group)

- Demaclenko (Leitner AG)

- Gemini Schneelanzen

### Pistenpräparierung
Seit 2010 wird bei der Pistenpräparierung eine Schneehöhenmessung mittels GPS vorgenommen. Damit kann die Schneehöhe bis zu 5 cm genau bestimmt werden und der Schnee auf den Pisten gleichmäßiger verteilt werden. Neben den wirtschaftlichen und touristischen Vorteilen, dass die Pisten länger halten und die Qualität gleichmäßiger ist, gibt es auch ökologische Vorteile. Schäden durch Ketten, Räumschilde und Skifahrer werden reduziert. Schneeansammlungen, die im Frühjahr längere Zeit zum Auftauen beanspruchen und die Vegetation beeinträchtigen können, werden nicht mehr künstlich durch die Präparierung geschaffen. Durch eine gezielte Beschneiung können Wasser- und Energieverbrauch reduziert werden.
Insgesamt stehen 40 Pistengeräte der Firma Pistenbully oder Prinoth zur Präparierung zur Verfügung.

### Skirouten-Urteil
Sachverhalt des Zivilprozesses war ein Unfall vom 5. Februar 1987, bei dem ein Skifahrer die Skiroute zum Fleckhochalmschlepplift befahren hat. Bei der Einfahrt in die Skiroute wurde durch ein Zusatzschild auf das Verlassen des gesicherten Skiraums und dessen Risiken hingewiesen. Kurz vor der Liftstation fuhr er auf Grund eines Fahrfehlers gegen ein ihm bekanntes Hinweisschild am „Rand“ der Piste. Das Schild war weithin sichtbar, aber nicht weiter durch Polster abgesichert. Bei dem Unfall verletzte sich der Kläger schwer am linken Bein. Er klagte auf Ersatz der Transport- und Heilbehandlungskosten sowie Schmerzensgeld, da das Schild unmittelbar auf der Piste aufgestellt worden war.
Der OGH (1Ob638/90) verwarf die Revision des Klägers. Durch die ihm bekannte Benutzung des freien Skiraums, zu dem auch Skirouten gehören, hat der Skifahrer selbst eine erhöhte Sorgfaltspflicht. Skirouten haben keine Rand-, sondern nur Mittelmarkierungen. Ein Pistendienst mit Sorgfaltspflichten wird nicht geleistet. Regelmäßig kann nur von einer Lawinensicherung bis zu 5 m von der Mittelmarkierung ausgegangen werden.

### Liftanlagen

#### Aktuelle Anlagen
| Nr. | Name                       | Typ    | Länge  | Höhe   | Eröffnung  | Erneuerung | Bemerkung                                                                                       |
| --- | -------------------------- | ------ | ------ | ------ | ---------- | ---------- | ----------------------------------------------------------------------------------------------- |
| A01 | Hahnenkammbahn             | EUB    | 2414 m | 0878 m | 1929       | 1996       | Ersetzt 18-PB, Modernisierung 1938 (48-PB), 1958 (500p/h) 1988 (Elektronik), 2011 (Sitzheizung) |
| A02 | Ganslern                   | 4-KSB  | 0736 m | 0224 m | 1948       | 1966, 2008 | Neubau auf der SL-Trasse                                                                        |
| A03 | Walde                      | 6-KSB  | 0473 m | 0176 m | 1961       | 2012       | Ersetzt SL                                                                                      |
| A04 | Fleckalmbahn               | 10-EUB | 4039 m | 0987 m | 1984       | 2019       | Ersetzt alte Fleckalmbahn (Eröffnung 14.12.2019)                                                |
| A05 | Rasmusleiten               | SL     | 0400 m | 071 m  | 1962       | 1993       |                                                                                                 |
| A06 | Märchenwald                | SL     | 0150 m | 015 m  | 2000       |            |                                                                                                 |
| A07 | Starthaus                  | SL     | 070 m  | 010 m  |            |            |                                                                                                 |
| A08 | Ministreif                 | FB     | 0100 m | 00 m   | 2010       |            |                                                                                                 |
| A09 | Mocking                    | FB     | 0225 m | 026 m  | 1968       | 2000, 2010 | 1968 als Babylift gebaut; 2000 als Telecord gebaut; 2010 als FB gebaut                          |
| B01 | Hornbahn I                 | EUB    | 1832 m | 0506 m | 1955       | 1991       |                                                                                                 |
| B02 | Hornbahn II                | EUB    | 1689 m | 0388 m | 1959       | 1991       | bis 1991 Hornbahn III genannt                                                                   |
| B03 | Horn-Gipfelbahn            | PB     | 2146 m | 0688 m | 1955       | 1997       | bis 1991 Hornbahn II genannt                                                                    |
| B04 | Raintal                    | 10-EUB | 1960 m | 0573 m | 1967       | 2018       | [ 38 ]                                                                                          |
| B05 | Brunelle                   | 6-SB   | 1188 m | 0387 m | 1988       | 2018       |                                                                                                 |
| B06 | Alpenhaus                  | 2-SB   | 0590 m | 0109 m | 1966       | 1991       |                                                                                                 |
| B07 | Hornköpfl                  | 2-SB   | 0675 m | 0216 m | 1966       | 1991       | ehemaliger Dreiecksessellift mit Mittelstation beim Alpenhaus                                   |
| B08 | Sun Kid                    | FB     | 037 m  | 04 m   | 1998       |            |                                                                                                 |
| B09 | Eggl                       | SL     | 0570 m | 092 m  | 1964       | 1994       | ehemals als B7 geführt                                                                          |
| B10 | Trattalmmulde              | SL     | 0141 m | 013 m  | 1984       | 2010       | ehemals als B5 geführt                                                                          |
| C01 | Steinbergkogel             | 8-KSB  | 1309 m | 0523 m | 1974       | 2007       | Mit Sitzheizung, ersetzt 2-SB C6                                                                |
| C02 | Ehrenbachhöhe              | 6-KSB  | 0918 m | 0364 m | 1948       | 1985, 2006 | Ersetzt 3-SB, bis 1985 1-SB, anfangs mit Holzstützen                                            |
| C03 | Jufen                      | 8-KSB  | 0883 m | 0300 m | 2017       |            | Ersetzt 3-SB C7                                                                                 |
| C04 | Sonnenrast                 | 6-KSB  | 1067 m | 0132 m | 1965       | 2005       | Ersetzt SL Ehrenbachhöhe                                                                        |
| D01 | Silberstube                | 4-SBFB | 0581 m | 0183 m | 1967       | 1994       | Ersetzt SL                                                                                      |
| D02 | Brunn                      | 8-KSB  | 1462 m | 0432 m | 2015       |            | Mit Sitzheizung                                                                                 |
| D03 | Pengelstein II             | 4-SBFB | 2171 m | 0565 m | 1971       | 2000       | Ersetzt 2-SB                                                                                    |
| D04 | Usterkar                   | SL     | 0311 m | 046 m  | 1989       | 2001       | [ 36 ]                                                                                          |
| D05 | Pengelstein I              | EUB    | 2818 m | 0612 m | 2003       |            |                                                                                                 |
| D06 | Hieslegg                   | 4-KSB  | 1603 m | 0477 m | 1987       |            |                                                                                                 |
| D07 | Kasereck                   | 8-KSB  | 0720 m | 0221 m | 1983       | 2009       | Ersetzt 3-SB                                                                                    |
| D08 | Hochsaukaser               | 4-SB   | 850 m  | 0310 m | 1989       |            |                                                                                                 |
| D09 | 3-S-Bahn                   | 3S     | 3642 m | 0137 m | 2004       |            |                                                                                                 |
| D10 | Übungsschlepplift Aschau   | SL     | 0175 m | 050 m  | 1971       | 1987       |                                                                                                 |
| D11 | Sun Kid Aschau             | FB     | 060 m  | 05 m   | 2000       |            | 2002 weiter rechts neu aufgebaut                                                                |
| E01 | Maierlbahn                 | EUB    | 2585 m | 0687 m | 1967, 1969 | 2010       | Mit Sitzheizung, ersetzt 2-SB Maierl I (E1, 1967) + II (E2, 1969)                               |
| E02 | Ochsalm                    | 8-KSB  | 1014 m | 0300 m | 1968       | 2010       | Mit Sitzheizung, ersetzt 2-SBFB Maierl III (E3, 1993)                                           |
| E05 | Übungsschlepplift Reith I  | SL     | 0596 m | 095 m  | 2005       |            | Nummeriert seit 2006                                                                            |
| E06 | Übungsschlepplift Reith II | SL     | 0152 m | 015 m  | 2005       |            |                                                                                                 |
| E08 | Gaisberg                   | 4-KSB  | 1525 m | 0435 m | 1957       | 2003       | Ersetzt 1-SB                                                                                    |
| F01 | Wagstätt                   | 10-KSB | 2468 m | 0794 m | 1959       | 2013       | Sitzheizung, Ersetzt 2-SB (1979) und F2 Wurzhöhe SL (1968), Wagstätt 1-SB (1959)                |
| F03 | Hausleiten                 | SL     | 0484 m | 089 m  | 1963       | 1971       |                                                                                                 |
| F05 | Talsen                     | 4-KSB  | 1461 m | 0534 m | 1976       | 1999       | Ersetzt SL                                                                                      |
| F06 | Bärenbadkogel I            | 6-KSB  | 1166 m | 0342 m | 1978       | 2004       | Ersetzt SL                                                                                      |
| F07 | Bärenbadkogel II           | 6-KSB  | 1175 m | 0375 m | 1978       | 2002       | Ersetzt SL                                                                                      |
| F08 | Gauxjoch                   | SL     | 1242 m | 0131 m | 1986       |            |                                                                                                 |
| F09 | Trattenbach                | 3-SB   | 0821 m | 0312 m | 1986       |            |                                                                                                 |
| G01 | Resterhöhe                 | 6-KSB  | 1510 m | 0515 m | 1950       | 1973/2011  | Sitzheizung, Ersetzt 2-SB Resterhöhe und SL Moseralm                                            |
| G02 | Pass Thurn                 | SL     | 0234 m | 029 m  | 1971       |            |                                                                                                 |
| G04 | Resterkogel                | 4-KSB  | 0654 m | 0193 m | 1972       | 2002       |                                                                                                 |
| G05 | Hanglalm                   | 6-KSB  | 1196 m | 0349 m | 1973       | 2006       | Ersetzt SL                                                                                      |
| G07 | Hartkaser                  | 8-KSB  | 1031 m | 0263 m | 1976       | 2002       | Ersetzt SL Hartkaser I+II                                                                       |
| G08 | Zweitausender              | 8-KSB  | 1429 m | 0482 m | 1977       | 2012       | Sitzheizung, Ersetzt 2-SB                                                                       |
| G09 | Panoramabahn I             | EUB    | 2117 m | 0428 m | 2005       |            |                                                                                                 |
| G10 | Panoramabahn II            | EUB    | 2144 m | 0661 m | 2005       |            |                                                                                                 |
| G11 | Sun Kid Resterhöhe         | FB     | 00 m   | 00 m   | 2006       |            |                                                                                                 |

Abkürzungsverzeichnis

#### Ehemalige Anlagen
| Nr.   | Name                  | Typ  | Länge  | Höhe   | Eröffnung | Erneuerung | Bemerkung |
| ----- | --------------------- | ---- | ------ | ------ | --------- | ---------- | --- |
| A02   | Streifalm I           | 2-SB | 1850 m | 0610 m | 1966      |            | Abgebaut 2008, ersetzt durch A2 Ganslern |
| A03   | Streifalm II          | 2-SB | 1430 m | 0520 m | 1966      |            | Abgebaut 2001, da Entlastungsfunktion der Hahnenkammbahn nicht mehr notwendig                                                                    |
| A07   | Pulverturm            | SL   | 0248 m | 043 m  | 1964      |            | Stillgelegt 2010 |
| A08   | Seidlalm              | SL   | 0493 m |        | 1966      |            | Abgebaut 1974 |
| B05   | Hoferschneid          | SL   | 0350 m |        | 1967      |            | Stillgelegt 1974, Abgebaut 1987 |
| B08   | Trattalm              | 1-SB | 0607 m |        | 1956      |            | Abgebaut 1988, ersetzt durch B5 Brunellenfeld |
| C01   | Steinbergkogel        | 1-SB | 1196 m | 0476 m | 1952      |            | Stillgelegt 2006, in der Wintersaison 2006/2007 abgebaut, trotz gleichem Namen und Nummer nicht auf selber Trasse mit heutigem C1 Steinbergkogel |
| C03   | Streiteck I           | 1-SB | 0993 m | 0293 m | 1960      |            | Abgebaut 1985 mit Bau 3-SB Ehrenbachhöhe |
| C05   | Streiteck II          | 1-SB | 0930 m | 0293 m | 1961      |            | 2x 1-SB parallel, Abgebaut 2001 (innerer Lift) bis 2003                                                                                          |
| C06   | Steinbergkogel-Gipfel | 2-SB | 1311 m | 0610 m | 1974      | 1996       | Förderband und neue Sessel im Jahr 1996, 2007 ersetzt durch neuen C1 Steinbergkogel                                                              |
| C07   | Jufenalm              | 3-SB | 0814 m | 0317 m | 1983      |            | 2017 ersetzt durch neuen C3 Jufen |
| D02   | Kälberwald            | SL   | 460 m  |        | 1967      |            | Parallel zu 2-SB Pengelstein II, stillgelegt 1983, 1989 als D4 Usterkar aufgebaut                                                                |
| D05   | Gretstein             | SL   | 440 m  |        | 1958      |            | Aschau, abgebaut 1999 |
|       | Jufen                 | SL   |        |        | 1948      |            | 1961 ersetzt durch C5 Streiteck II |
| E04   | Ochsalm               | SL   | 0853 m |        | 1960      |            | Stillgelegt 1987, da seit Maierl II keine Zubringerfunktion mehr                                                                                 |
| E05   | Fleckhochalm          | SL   | 0751 m |        | 1966      |            | Abgebaut 2002, da selten befahren und durch Maierl III eigentlich überflüssig                                                                    |
| E06   | Obwiesen              | SL   | 0772 m | 0222 m | 1967      |            | Stillgelegt 1996, Abgebaut 1997 |
| E07   | Krien                 | SL   | 0387 m | 0130 m | 1967      |            | Stillgelegt 1996, Abgebaut 1997 |
| E 10  | Obergaisberg          | 2-SB | 0920 m | 0241 m | 1980      |            | Abgebaut 2003 |
| E 11  | Obergaisberg I        | SL   | 0244 m | 038 m  | 1980      |            | Abgebaut 2003 |
| E 12  | Obergaisberg II       | SL   | 0180 m | 035 m  | 1980      |            | Abgebaut 2003 |
| F02   | Wurzhöhe              | SL   | 1302 m | 0409 m | 1968      |            | Früher als Kombilift betrieben, von Wagstättbahn (Sektion II) ersetzt                                                                            |
| G03   | Moseralm              | SL   | 0983 m | 0276 m | 1952      | 1972       | Abgebaut 2011, ehemals G2 |
| H/I01 | Bichlalm              | 1-SB | 2159 m | 0692 m | 1948      | 1958       | Bichlalm Skigebiet, ersetzte 4er Kabinenbahn, stillgelegt 2005, abgebaut 2008 – Ersatz 2015 nach langem Prozess durch 2-SB                       |
| I02   | Hocheck               | SB   | 0476 m | 060 m  | 1962      |            | Bichlalm Skigebiet, 1973 ersetzt durch Kurven-SL                                                                                                 |
| H02   | Hochetz               | SL   | 0700 m | 0260 m | 1973      |            | Bichlalm Skigebiet, abgebaut 2002 |
| H/I03 | Stuckkogel            | SL   | 0752 m | 0187 m | > 1959    | 1989       | Bichlalm Skigebiet, abgebaut 2002 |

Abkürzungsverzeichnis

## Bilder

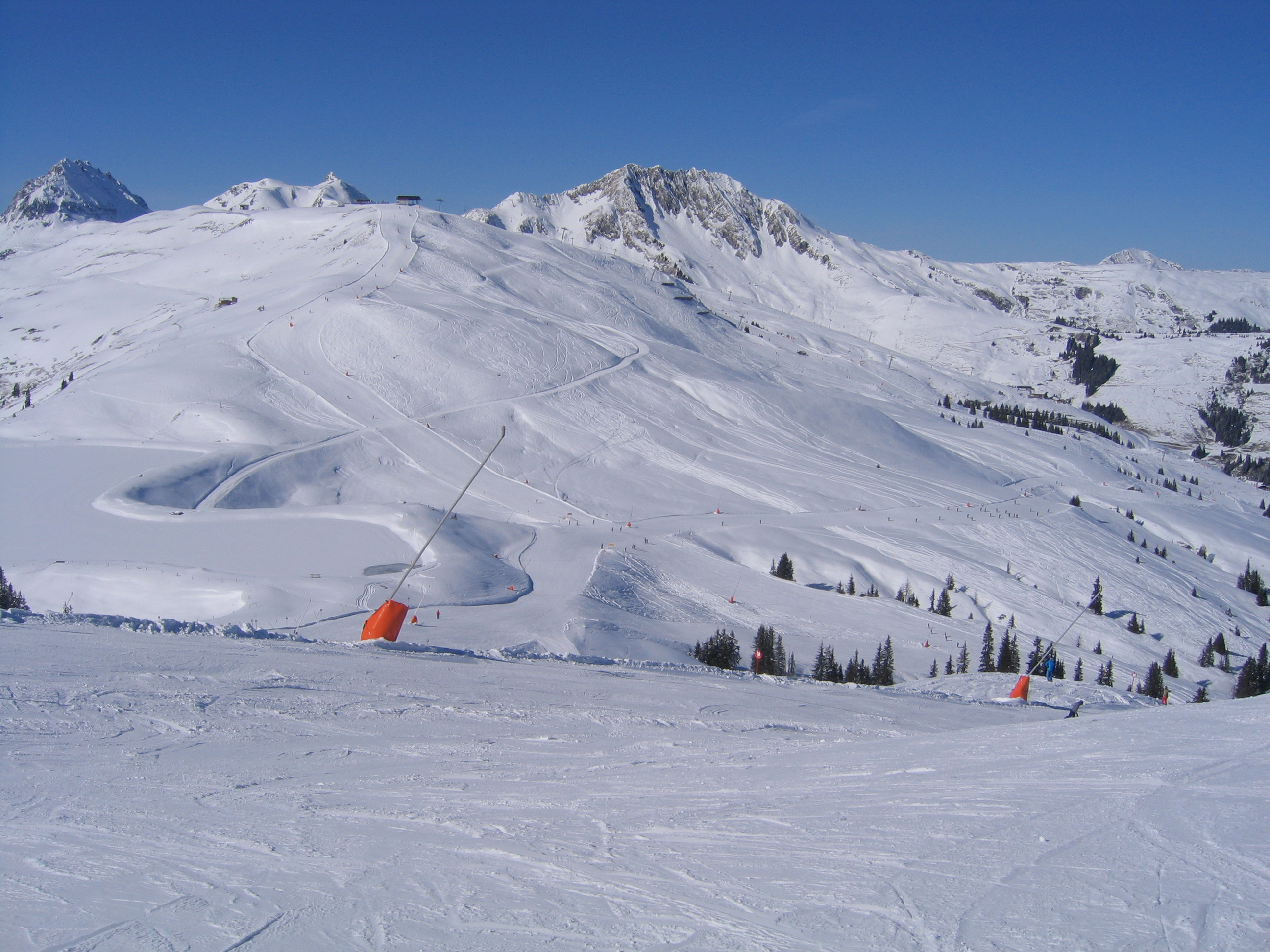
Kleiner Rettenstein gesehen von der Resterhöhe
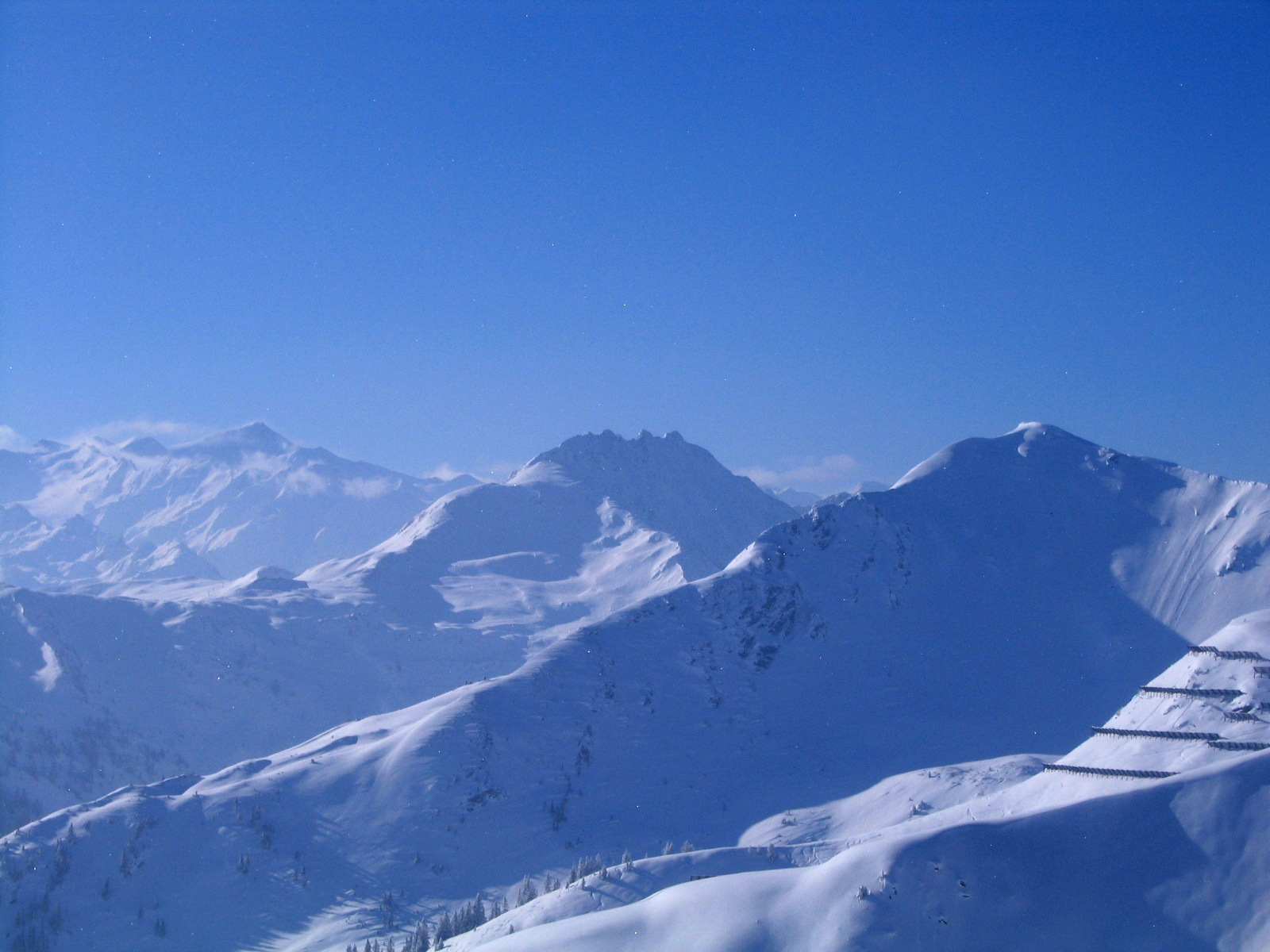
Kleiner Rettenstein mit Hochsaukaserabfahrt
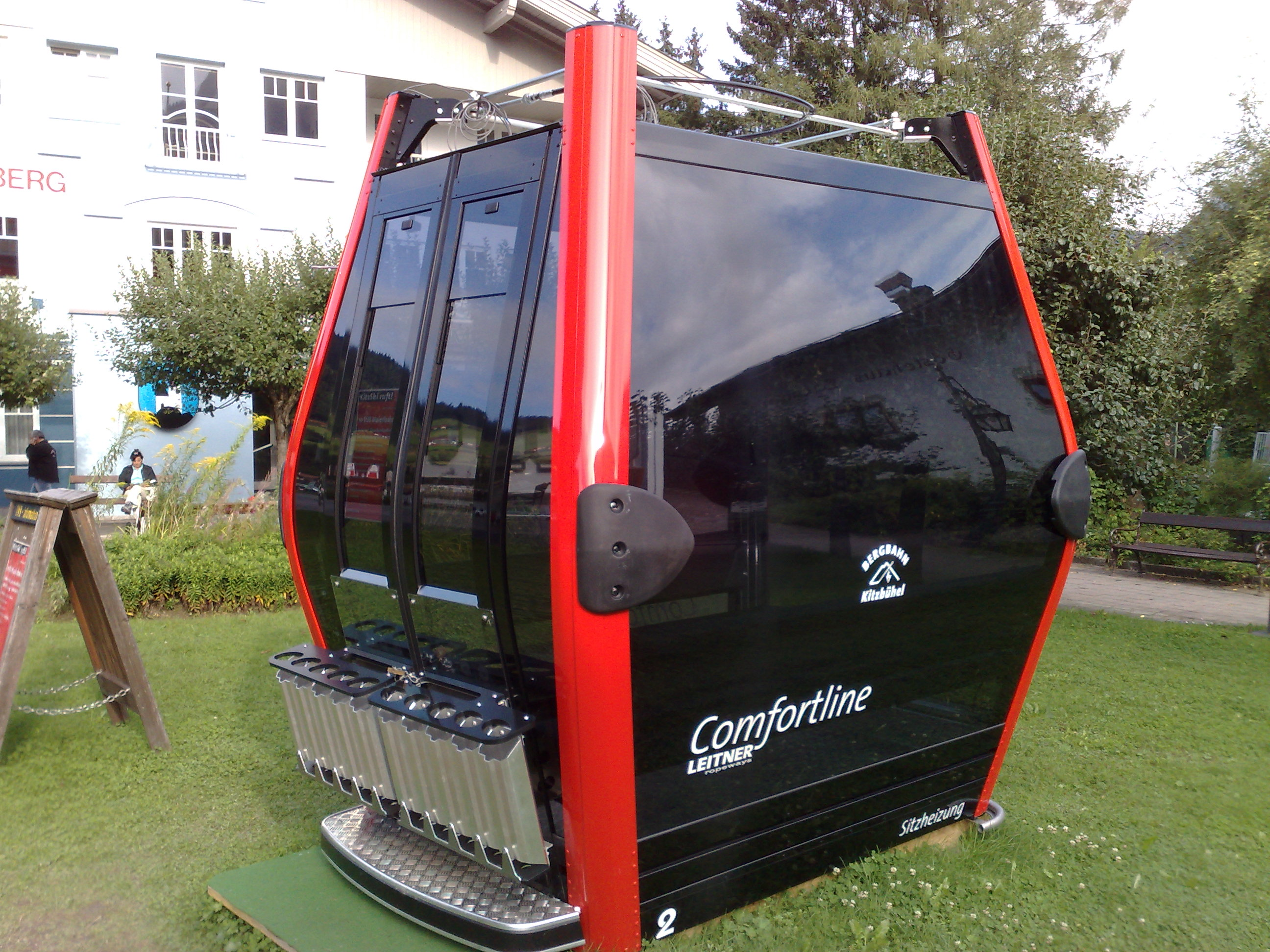
Gondel der EUB Maierl
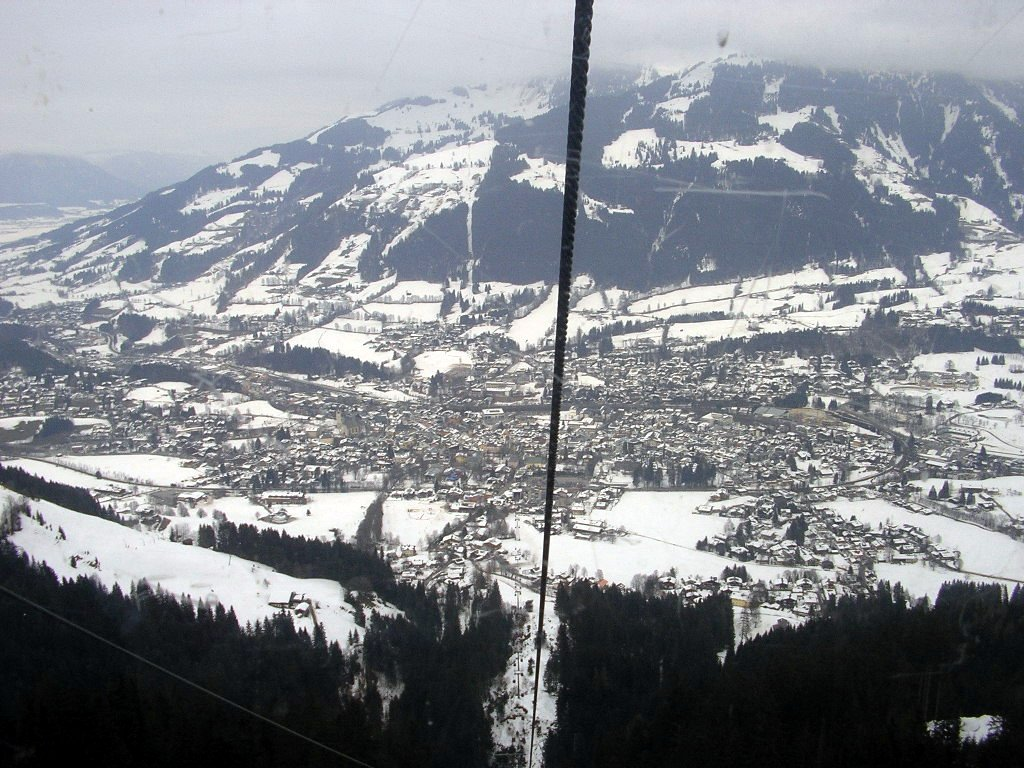
Blick aus der Hahnenkammbahn auf Kitzbühel
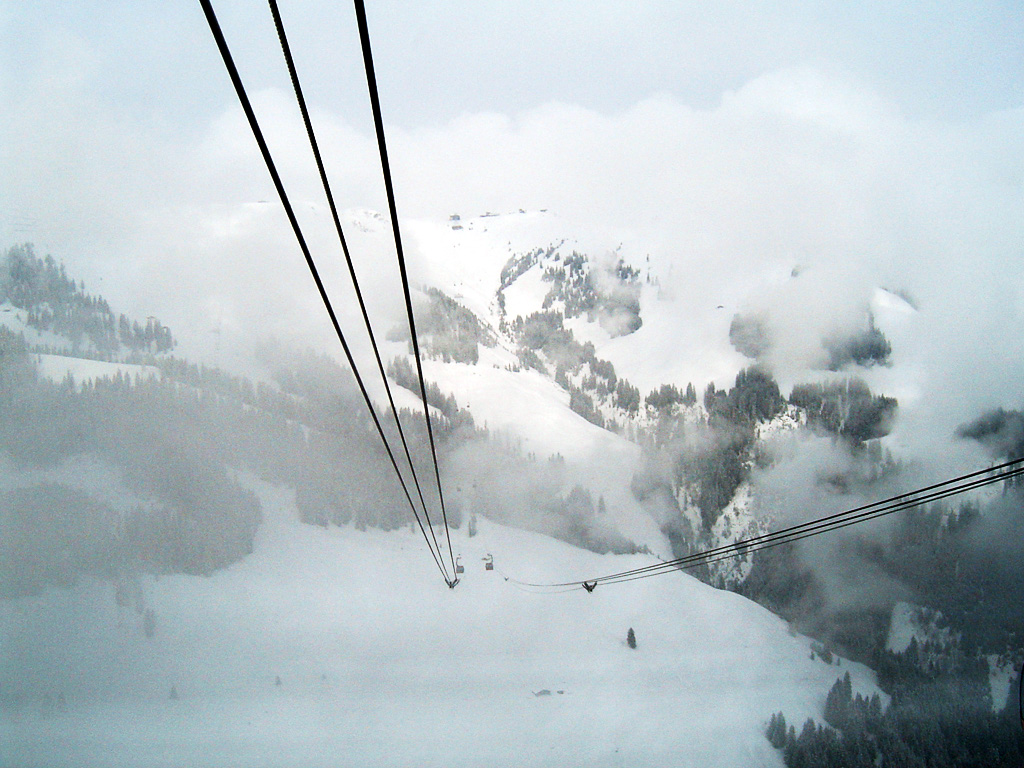
Blick aus der 3S-Bahn Richtung Pengelstein
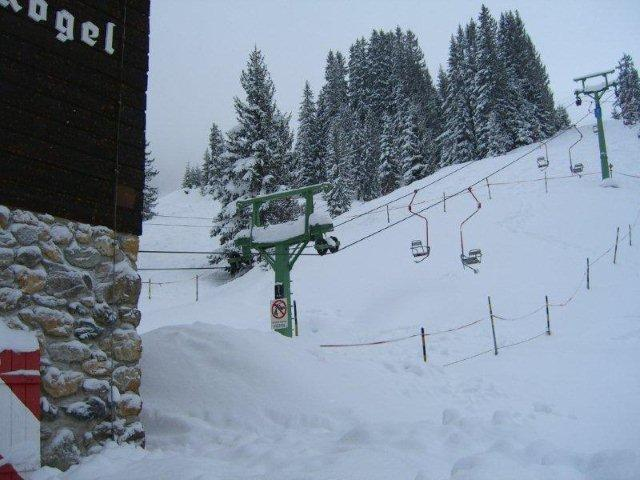
Alte Steinbergkogelbahn
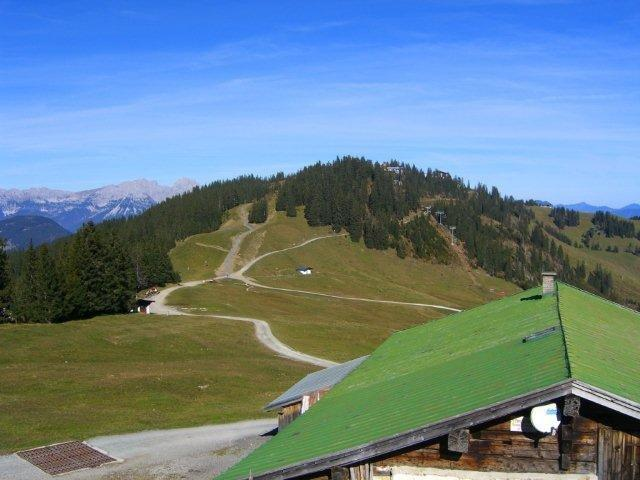
Kitzbühel Sonnenrastbahn mit Blick auf die Fleckalmbahn